# کنی کانینگهام
کنی کانینگهام (انگلیسی: Kenny Cunningham؛ زادهٔ ۲۸ ژوئن ۱۹۷۱) یک بازیکن فوتبال بازنشسته اهل ایرلند است.
وی سابقه ی بازی برای تیم ملی کشورش را دارد و در جام جهانی ۲۰۰۲ نیز میدان رفته است.